# Horg
Horg is een plaats in de Noorse gemeente Melhus in de  provincie Trøndelag. Tussen 1841 en 1964 was het een zelfstandige gemeente die deel uitmaakte van de toenmalige provincie Sør-Trøndelag. De parochiekerk van Horg dateert uit 1892.